# Campionati norvegesi di ciclismo su strada
I Campionati norvegesi di ciclismo su strada sono la manifestazione ciclistica annuale che assegna il titolo di Campione di Norvegia. I vincitori hanno il diritto di indossare per un anno la maglia di campione norvegese, come accade per il campione mondiale.
Vengono assegnati titoli sia in linea che a cronometro.

## Campioni in carica
| Uomini Elite | Uomini Elite          | Uomini Elite |
| ------------ | --------------------- | ------------ |
| In linea     | Andreas Leknessund    |              |
| Cronometro   | Tobias Foss           |              |
| Donne Elite  |                       |              |
| In linea     | Mie Bjørndal Ottestad |              |
| Cronometro   | Katrine Aalerud       |              |

## Albo d'oro

### Titoli maschili
Aggiornato all'edizione 2025.
| Anno | Vincitore               | Secondo                    | Terzo                      |
| ---- | ----------------------- | -------------------------- | -------------------------- |
| 1996 | Frode Flesjå            | Andre Kjærgaard            | Trond-Kristian Karlsen     |
| 1997 | Kurt-Asle Arvesen       | Bjørnar Vestøl             | Ole-Sigurd Simensen        |
| 1998 | Kurt-Asle Arvesen       | Egil Endersen              | Robertino Ivanov           |
| 1999 | Svein Gaute Hølestøl    | Mads Kaggestad             | Oyvind Karlbom             |
| 2000 | Rune Jogert             | Bjørnar Vestøl             | Gisle Vikoyr               |
| 2001 | Erlend Engelsvoll       | Gabriel Rasch              | Morten Christiansen        |
| 2002 | Kurt-Asle Arvesen       | Steffen Kjærgaard          | Thor Hushovd               |
| 2003 | Gabriel Rasch           | Morten Hegreberg           | Roar Fröseth               |
| 2004 | Thor Hushovd            | Kurt-Asle Arvesen          | Morten Hegreberg           |
| 2005 | Morten Christiansen     | Andreas Sand               | Morten Hegreberg           |
| 2006 | Lars Petter Nordhaug    | Edvald Boasson Hagen       | Roy Hegreberg              |
| 2007 | Alexander Kristoff      | Thor Hushovd               | Frederik Wilmann           |
| 2008 | Kurt-Asle Arvesen       | Stian Remme                | Lars Petter Nordhaug       |
| 2009 | Kurt-Asle Arvesen       | Alexander Kristoff         | Thor Hushovd               |
| 2010 | Thor Hushovd            | Christer Rake              | Roy Hegreberg              |
| 2011 | Alexander Kristoff      | Vegard Stake Laengen       | Thor Hushovd               |
| 2012 | Edvald Boasson Hagen    | Lars Petter Nordhaug       | Alexander Kristoff         |
| 2013 | Thor Hushovd            | Alexander Kristoff         | Edvald Boasson Hagen       |
| 2014 | Tormod Hausken Jacobsen | Filip Eidsheim             | Odd Christian Eiking       |
| 2015 | Edvald Boasson Hagen    | Odd Christian Eiking       | Vegard Stake Laengen       |
| 2016 | Edvald Boasson Hagen    | Alexander Kristoff         | Kristoffer Halvorsen       |
| 2017 | Rasmus Tiller           | Sven Erik Bystrøm          | Bjørnar Øverland           |
| 2018 | Vegard Stake Laengen    | Rasmus Tiller              | Kristian Aasvold           |
| 2019 | Amund Grøndahl Jansen   | Andreas Leknessund         | Carl Fredrik Hagen         |
| 2020 | Sven Erik Bystrøm       | Jonas Iversby Hvideberg    | Carl Fredrik Hagen         |
| 2021 | Tobias Foss             | Anders Skaarseth           | Kristian Aasvold           |
| 2022 | Rasmus Tiller           | Alexander Kristoff         | Edvald Boasson Hagen       |
| 2023 | Fredrik Dversnes        | Alexander Kristoff         | Jonas Abrahamsen           |
| 2024 | Markus Hoelgaard        | Fredrik Dversnes           | Rasmus Tiller              |
| 2025 | Andreas Leknessund      | Anders Halland Johannessen | Tobias Halland Johannessen |

| Anno | Vincitore            | Secondo                | Terzo                  |
| ---- | -------------------- | ---------------------- | ---------------------- |
| 1997 | Steffen Kjærgaard    | Svein Gaute Hølestøl   | Stig Kristiansen       |
| 1998 | Steffen Kjærgaard    | Svein Gaute Hølestøl   | Stig Kristiansen       |
| 1999 | Steffen Kjærgaard    | Bjørnar Vestøl         | Svein Gaute Hølestøl   |
| 2000 | Sven-Gaute Hølestøl  | Bjørnar Vestøl         | Stig Kristiansen       |
| 2001 | Kurt Asle Arvesen    | Geir Lien              | Mads Kaggestad         |
| 2002 | Thor Hushovd         | Steffen Kjærgaard      | Bjørnar Vestøl         |
| 2003 | Steffen Kjærgaard    | Kurt-Asle Arvesen      | Bjørnar Vestøl         |
| 2004 | Thor Hushovd         | Kurt-Asle Arvesen      | Terje Tho              |
| 2005 | Thor Hushovd         | Kurt-Asle Arvesen      | Knut Anders Fostervold |
| 2006 | Kurt Asle Arvesen    | Kjetil Ingvaldsen      | Knut Anders Fostervold |
| 2007 | Edvald Boasson Hagen | Knut Anders Fostervold | Kurt-Asle Arvesen      |
| 2008 | Edvald Boasson Hagen | Geir Lien              | Knut Anders Fostervold |
| 2009 | Edvald Boasson Hagen | Kurt-Asle Arvesen      | Frederik Wilmann       |
| 2010 | Edvald Boasson Hagen | Reidar Borgersen       | Stian Saugstad         |
| 2011 | Edvald Boasson Hagen | Reidar Borgersen       | Lorents Ola Aasvold    |
| 2012 | Reidar Borgersen     | Edvald Boasson Hagen   | Lars Petter Nordhaug   |
| 2013 | Edvald Boasson Hagen | Thor Hushovd           | Reidar Borgersen       |
| 2014 | Reidar Borgersen     | Bjørn Tore Hoem        | Andreas Vangstad       |
| 2015 | Edvald Boasson Hagen | Andreas Vangstad       | Truls Engen Korsæth    |
| 2016 | Edvald Boasson Hagen | Vegard Stake Laengen   | Andreas Vangstad       |
| 2017 | Edvald Boasson Hagen | Andreas Vangstad       | Kristoffer Skjerping   |
| 2018 | Edvald Boasson Hagen | Andreas Leknessund     | Kristoffer Skjerping   |
| 2019 | Andreas Leknessund   | Iver Knotten           | Edvald Boasson Hagen   |
| 2020 | Andreas Leknessund   | Tobias Foss            | Søren Wærenskjold      |
| 2021 | Tobias Foss          | Søren Wærenskjold      | Andreas Leknessund     |
| 2022 | Tobias Foss          | Søren Wærenskjold      | Truls Nordhagen        |
| 2023 | Søren Wærenskjold    | Iver Knotten           | Andreas Leknessund     |
| 2024 | Søren Wærenskjold    | Tobias Foss            | Andreas Leknessund     |
| 2025 | Tobias Foss          | Andreas Leknessund     | Søren Wærenskjold      |

### Titoli femminili
Aggiornato all'edizione 2025.
| Anno | Vincitrice              | Seconda                 | Terza                 |
| ---- | ----------------------- | ----------------------- | --------------------- |
| 1996 | Ingunn Bollerud         | Ragnhild Kostøl         | Wenche Aasmundsen     |
| 1997 | Monica Valen            | Jorunn Kvalø            | Wenche Stensvold      |
| 1998 | Monica Valen            | Aud-Kari Berg           | Ragnhild Kostøl       |
| 1999 | Ragnhild Kostøl         | Solrunn Flatås          | Cecilia Christiansen  |
| 2000 | Aud-Kari Berg           | Ingunn Bollerud         | Monica Valen          |
| 2001 | Aud-Kari Berg           | Cecilia Christiansen    | Linn Torp             |
| 2002 | Anita Valen             | Jorunn Kvalø            | Wenche Stensvold      |
| 2003 | Anita Valen             | Linn Torp               | Lene Byberg           |
| 2004 | Anita Valen             | Linn Torp               | Lene Byberg           |
| 2005 | Anita Valen             | Linn Torp               | Hege Linn Eie Vatland |
| 2006 | Linn Torp               | Elin Fylkesnes          | Gunn Hilleren         |
| 2007 | Kristine Saastad        | Anita Valen             | Solrunn Flataas       |
| 2008 | Anita Valen de Vries    | Linn Torp               | Hege Linn Eie Vatland |
| 2009 | Linn Torp               | Elin Steinsbø Fylkesnes | Marie Voreland        |
| 2010 | Lise Nøstvold           | Lene Byberg             | Line Margareta Foss   |
| 2011 | Fröydis Waerstad        | Emilie Moberg           | Stine Andersen Borgli |
| 2012 | Hildegunn Hovdenak      | Miriam Bjørnsrud        | Lise Nøstvold         |
| 2013 | Cecilie Gotaas Johnsen  | Miriam Bjørnsrud        | Emilie Moberg         |
| 2014 | Camilla Indset Sorgjerd | Cecilie Gotaas Johnsen  | Ingrid Lorvik         |
| 2015 | Miriam Bjørnsrud        | Cecilie Gotaas Johnsen  | Ingrid Lorvik         |
| 2016 | Vita Heine              | Miriam Bjørnsrud        | Katrine Aalerud       |
| 2017 | Vita Heine              | Katrine Aalerud         | Ingrid Lorvik         |
| 2018 | Vita Heine              | Susanne Andersen        | Stine Borgli          |
| 2019 | Ingrid Lorvik           | Susanne Andersen        | Ingvild Gåskjenn      |
| 2020 | Mie Bjørndal Ottestad   | Vibeke Lystad           | Emilie Moberg         |
| 2021 | Vita Heine              | Emilie Moberg           | Ingvild Gåskjenn      |
| 2022 | Malin Eriksen           | Vibeke Lystad           | Mari Hole Mohr        |
| 2023 | Susanne Andersen        | Katrine Aalerud         | Mie Bjørndal Ottestad |
| 2024 | Mie Bjørndal Ottestad   | Emma Dyrhovden          | Katrine Aalerud       |
| 2025 | Mie Bjørndal Ottestad   | Katrine Aalerud         | Kamilla Aasebø        |

| Anno | Vincitrice             | Seconda                | Terza                   |
| ---- | ---------------------- | ---------------------- | ----------------------- |
| 1996 | Ingunn Bollerud        | Ragnhild Kostøl        | Jorunn Kvalø            |
| 1997 | Monica Valen           | Jorunn Kvaloe          | Solrunn Flataas         |
| 1998 | Wenche Stensvold       | Monica Valen           | Jorunn Kvalø            |
| 1999 | Solrunn Flatås         | Wenche Stensvold       | Anne-Kristine Tyssø     |
| 2000 | Wenche Stensvold       | Solrunn Flatås         | Ingunn Bollerud         |
| 2001 | Solrunn Flatås         | Jorunn Kvalø           | Gunn-Rita Dahle         |
| 2002 | Solrunn Flatås         | Anita Valen            | Wenche Stensvold        |
| 2003 | Anita Valen            | Linn Torp              | Camilla Hott Johansen   |
| 2004 | Anita Valen            | Anette Lysebo          | Camilla Hott Johansen   |
| 2005 | Anita Valen            | Camilla Hott Johansen  | Gunn Hilleren           |
| 2006 | Anny Hauglid           | Camilla Hott Johansen  | Gunn Hilleren           |
| 2007 | Anita Valen            | Elin Fylkesnes         | Gunn Hilleren           |
| 2008 | Anita Valen de Vries   | Elin Fylkesnes         | Anny Hauglid            |
| 2009 | Gunn Hilleren          | Bjørg Eva Jensen       | Elin Fylkesnes          |
| 2010 | Gunn Hilleren          | Elin Fylkesnes         | Trude Karlsen           |
| 2011 | Camilla Hott           | Bjørg Eva Jensen       | Lise Nøstvold           |
| 2012 | Lise Nøstvold          | Cecilie Gotaas Johnsen | Tina Andreassen         |
| 2013 | Tina Andreassen        | Cecilie Gotaas Johnsen | Hildegunn Hovdenak      |
| 2014 | Trude Natholmen        | Tina Andreassen        | Cecilie Gotaas Johnsen  |
| 2015 | Cecilie Gotaas Johnsen | Marie Ommundsen        | Thrude Natholmen        |
| 2016 | Vita Heine             | Cecilie Gotaas Johnsen | Miriam Bjørnsrud        |
| 2017 | Vita Heine             | Thea Thorsen           | Katrine Aalerud         |
| 2018 | Line Marie Gulliksen   | Thea Thorsen           | Vita Heine              |
| 2019 | Vita Heine             | Katrine Aalerud        | Line Marie Gulliksen    |
| 2020 | Katrine Aalerud        | Vita Heine             | Elise Marie Olsen       |
| 2021 | Katrine Aalerud        | Vita Heine             | Mie Bjørndal Ottestad   |
| 2022 | Ane Iversen            | Katrine Aalerud        | Marte Berg Edseth       |
| 2023 | Mie Bjørndal Ottestad  | Ane Iversen            | Sigrid Ytterhus Haugset |
| 2024 | Katrine Aalerud        | Mie Bjørndal Ottestad  | Sigrid Ytterhus Haugset |
| 2025 | Katrine Aalerud        | Mie Bjørndal Ottestad  | Sigrid Ytterhus Haugset |